# Ludvig II av Montpensier
Ludvig II av Montpensier, död 1501, var en fransk adelsman. Han var regerande greve Clermont-en-Auvergne och Montpensier och dauphin av Auvergne 1496–1501. 